# Francine Jordiová
Francine Jordiová (nepřechýleně Francine Jordi; vlastním jménem Francine Lehmannová; * 24. června 1977 Worb) je švýcarská šlágrová zpěvačka.
Od dětství zpívala pro turisty v Interlakenu a v gospelovém sboru. Vystudovala konzervatoř v Neuchâtelu. V roce 1998 vyhrála se skladbou „Das Feuer der Sehnsucht“ soutěž Grand Prix der Volksmusik. V roce 2002 reprezentovala Švýcarsko na Eurovision Song Contest s písní „Dans le jardin de mon âme“. Pětkrát získala cenu Prix Walo, vyhrála soutěž Die grössten Schweizer Hits. Uváděla spolu s Alexanderem Mazzou televizní hudební pořad Stadlshow, účinkovala v show Sing meinen Song – Das Schweizer Tauschkonzert. Vystupovala s Karlem Gottem a Florianem Aptem. Zpívala také v bernské inscenaci Mozartovy Kouzelné flétny.
V letech 2009 až 2011 byl jejím manželem švýcarský cyklista Tony Rominger.

## Alba
- 1998: Das Feuer der Sehnsucht
- 1999: Ein Märchen aus Eis
- 2000: Wunschlos glücklich
- 2001: Verliebt in das Leben
- 2002: Im Garten meiner Seele
- 2003: Alles steht und fällt mit Dir
- 2004: Einfach Francine Jordi
- 2005: Halt mich
- 2007: Dann kamst du
- 2009: Meine kleine grosse Welt
- 2011: Lago Maggiore
- 2013: Verliebt geliebt
- 2015: Wir
- 2016: Nur für dich
- 2018: Noch lange nicht genug
- 2021: Herzfarben